# ストーク＝オン＝トレント
ストーク＝オン＝トレント（Stoke-on-Trent）は、イングランドのミッドランド西部にあるシティである。行政上は単一自治体であり、地理的にはスタッフォードシャーに含まれる。人口は255,833人（2018年中期推計値）。
ストーク＝オン＝トレントは、イギリスの陶器産業の里とみなされ、ポッタリーズ (The Potteries) という通称で呼ばれる。6つの町と村を統合して20世紀初頭に市に昇格した。産業の集合都市、現在はサービス産業と流通業の中心地である。

## 地理

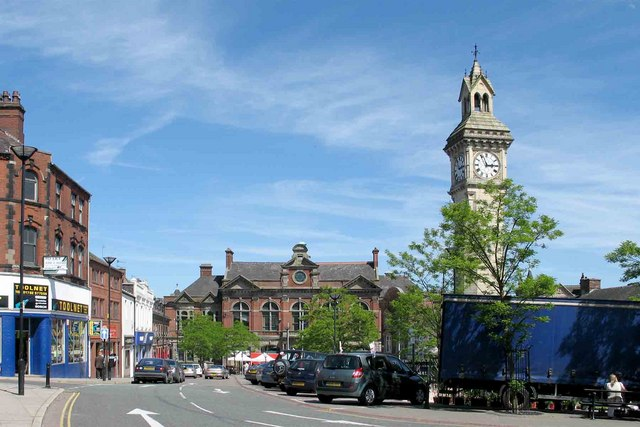
タンストール・タワー・スクエア

マンチェスターとバーミンガムのおよそ中程に位置する。市は、周辺の町と西方にあるニューカッスル＝アンダー＝ライムの町とを統合して成立した。東方はピーク国定公園である。
ハンレー、ストーク、ロングトン、タンストール、バーズレムを母体として成立したことから、『5つの町の市』で知られている。この時フェントンは小さな村にすぎなかった。市名は行政の中心がおかれたストークの町にちなむ。形式的な中心地はハンレーとされ、早くに商業中心地として発展した。

## 歴史

### 由来
ストークという名前は、昔の教会区ストーク・アポン・トレントに由来する。ストークは古英語でstocとなる。場所の意味であるが、夏の牧草地、交差する場所、待合い場所、信仰の場所といった様々な意味を帯びる。現在のダービーからチェスタトンに至るローマ街道が走っていたことから、交差する場所という意味が有力視されている。
市のモットーはVis Unita Fortior（統合した力はより強力である）。 

### 行政
最初の統合の申し入れは1888年で、地方自治法による。スタッフォードシャー内の6つの陶器産業の町村が合併するよう決められた。

### 産業
17世紀から、この地域は陶器生産で知られていた。ロイヤルドルトン、スポード、ウェッジウッド、ミントンなどはここで生まれ、ここを基盤とした。石炭を産出することや、陶器生産に適した粘土質の土があったことから、陶器生産が発展した。トレント・アンド・マージー運河の建設は、コーンウォールからのカオリナイトを町に運び入れるのと同時に、彩色陶器やボーンチャイナ等を運ぶためのものであった。 
多くの世界中の陶器生産地から、ストークが高品質の陶器生産の牽引役であると目されてきた。何年も努力を重ね、スタッフォードシャーの陶芸の町を有名にしたのは、一人の偉人ジョサイア・ウェッジウッドである。彼は芸術的な陶芸家であり事業家であり科学者であった。その他にもトーマス・ウィルドン、クラリス・クリフ、スージー・クーパー、シャーロット・レッド、フレデリック・ハートン・レッド、ジェイベズ・ヴォドリーらが挙げられる。
スタッフォードシャー北部は石炭採掘の中心地であった。石炭採掘は13世紀から記録が残っている。300平方キロメートルにも及ぶ地域を採掘し続け、1994年に最後の炭坑が閉鎖された。
石炭に平行して発展したのが製鉄業である。製鉄会社シェルトン・スティール・ワークスは1978年で生産を終了し、残ったプラントも2002年に閉鎖された。第二次世界大戦中、シェルトン・スティール・ワークスはイギリス空軍に鉄を供給した。スーパーマリン スピットファイアはその鉄でつくられたという。

### 信仰
プリミティヴ・メソジストがストーク出身のヒュー・ボーンによって設立された。彼は最初ジョン・ウェスレーのメソジストに従っていたが、1801年に袂を分かった。ボーンは自身の兄弟と共に最初の教会をタンストールに建てた。彼は日曜学校で女性を平等に扱うのと同様に子供の教育を改善するよう指導した。彼は禁酒運動に巻き込まれた。多くの初期労働組合が、プリミティヴ・メソジスト出身のリーダーから成っていた。

## 経済

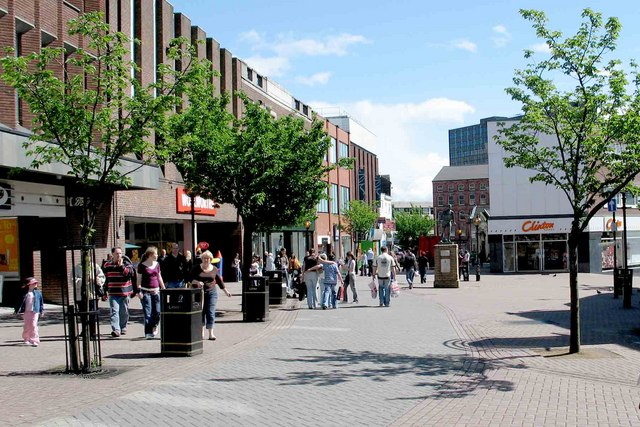
商業区域ハンレー

スタッフォードシャー北部は世界の陶磁器の中心地と呼ばれていた。その歴史は少なくとも12世紀からという。
1980年代後半から1990年代にかけ、ストーク・オン・トレントはイギリス全体の不景気のために多くの製鉄業、炭坑、製陶業の工場が閉鎖された。この結果、『スキルはあるが低賃金である』という労働闘争が先鋭化した。しかし2004年の失業率はウェスト・ミッドランズ地方全体の水準並に回復した。

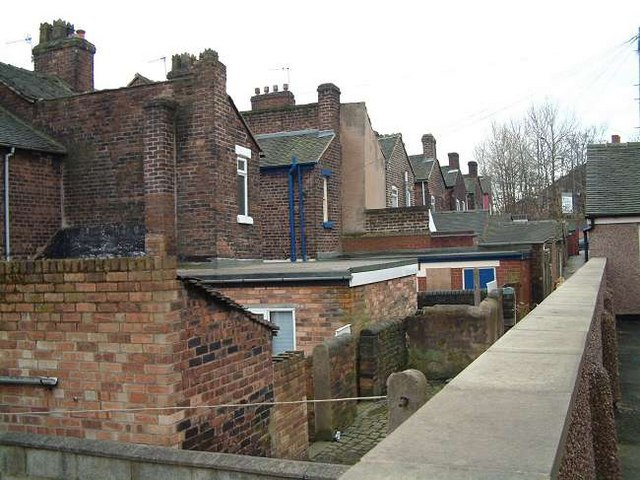
テラスのある町並み

年間5千万人の観光客がやってきており、これは4,400の職種を直に支援していることになる。また観光客の8割はリピーターであるという。陶磁器メーカーの工場直営店を巡るツアー、水路巡りなどが人気である。また、大規模ショッピングセンターがある。

## 教育

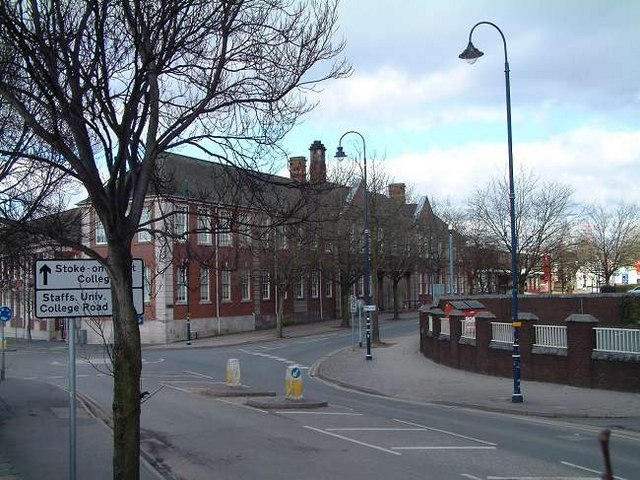
スタッフォードシャー大学ストーク・キャンパス

- スタッフォードシャー大学
- ストーク・オン・トレント・カレッジ

## みどころ
- グラッドストン陶器博物館 - 世界有数の陶器コレクションを収蔵
- フォード・グリーン・ホール
- バーレイ・ポッタリー（英語版）（Burleigh Pottery） - 世界で最も古くから稼働する、ヴィクトリア朝期創業の陶器会社。
- アルトン・タワーズ - イギリスで有名なテーマ・パーク

## スポーツ

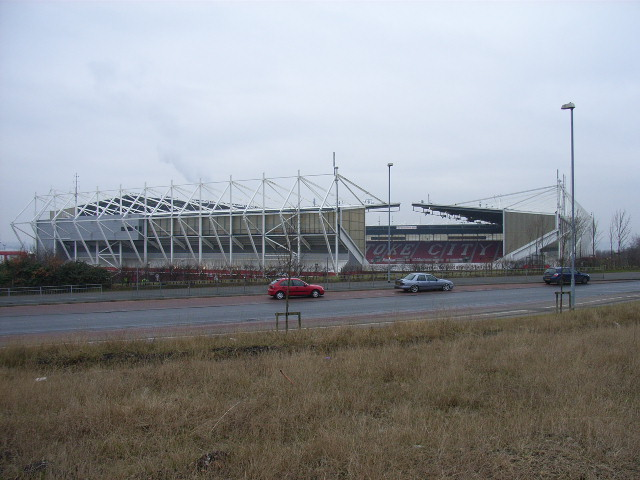
ストーク・シティFCのホーム、ブリタニア・スタジアム

- ストーク・シティFC  -  プロ・サッカークラブ。
- ポート・ヴェイルFC  -  プロ・サッカークラブ

## 姉妹都市
- ドイツ エアランゲン
- フランス リモージュ

## 出身者
- ヒュー・ダンシー - 俳優
- フレディ・ジョーンズ - 俳優
- ロビー・ウィリアムズ - ミュージシャン
- フィル・テイラー
- アーノルド・ベネット - 小説家
- レミー・キルミスター - ミュージシャン
- ディスチャージ - バンド
- アラン・ミルワード - 歴史学者
- ジャック・ハリソン - サッカー選手